# Figlie di Maria
Le Figlie di Maria sono un'associazione giovanile femminile cattolica di ispirazione mariana rivolta all'educazione religiosa e morale delle sodali.

## Storia

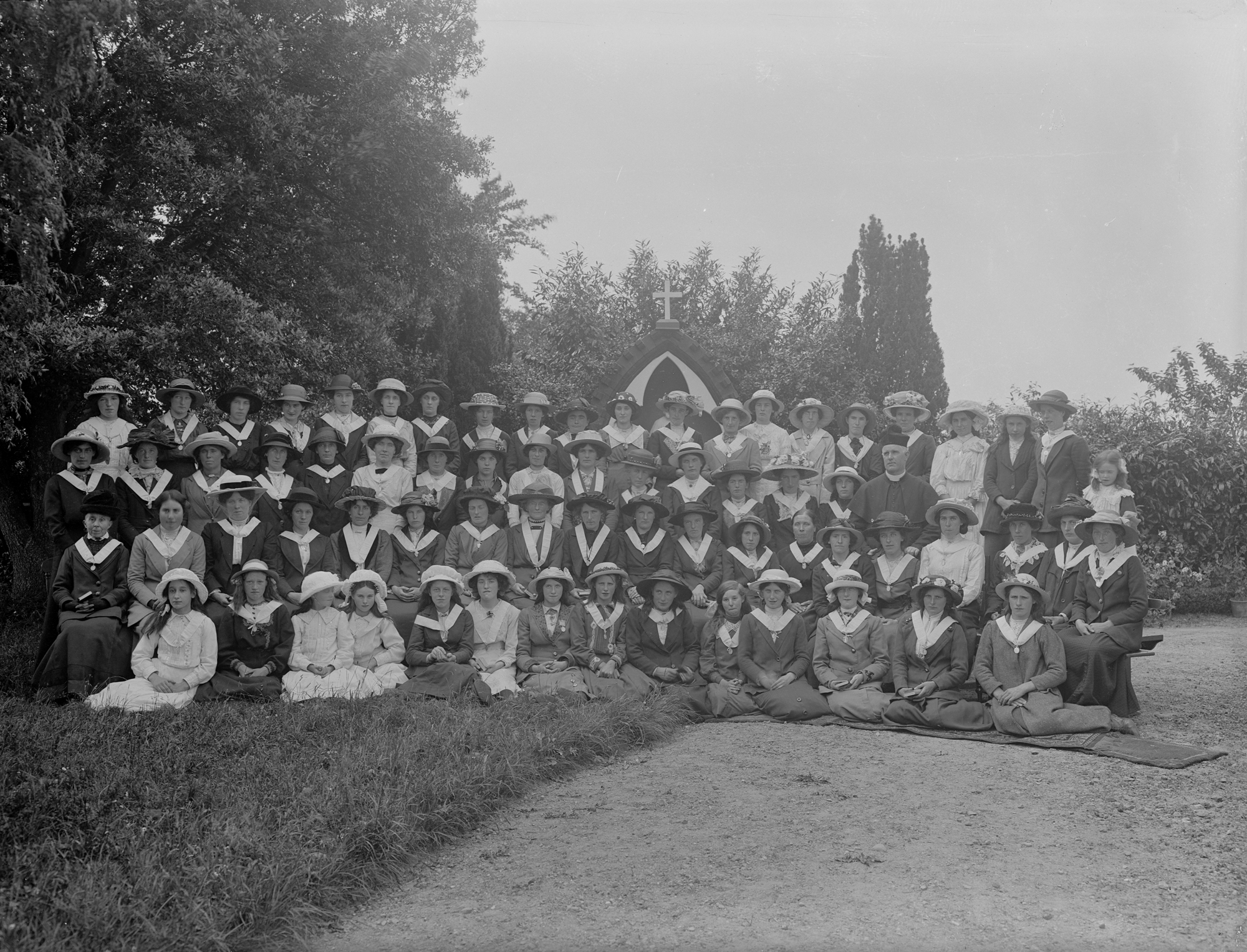
Un gruppo irlandese di Figlie di Maria

### Francia
La prima associazione delle Figlie di Maria sorse in Francia dopo il 1830 con lo scopo di propagare la devozione della medaglia miracolosa, a seguito delle visioni di Caterina Labouré nella cappella della casa generalizia delle vincenziane in rue du Bac a Parigi.
Le giovani laiche associate si impegnavano a perseguire la santificazione personale attraverso l'imitazione delle virtù di Maria.
Con rescritto del 20 giugno 1847, papa Pio IX estese all'associazione i privilegi delle congregazioni mariane dei gesuiti e autorizzò la formazione di gruppi di Figlie di Maria in tutte le case di Figlie della Carità; nel 1850 il pontefice estese la facoltà di erigere tali pie unioni alle case di preti della missione.

### Italia
In Italia l'associazione fu fondata il 23 gennaio 1864 nella basilica di Sant'Agnese a Roma dall'abate Alberto Passeri, canonico regolare lateranense, tra le alunne della scuola popolare avviata dalla marchesa Costanza Lepri.

Il suo fine, secondo quando scritto dal fondatore nel "Manuale grande" della pia unione era: 
Le costituzioni delle Figlie di Maria furono approvate il 30 settembre 1864 dal cardinale vicario Costantino Patrizi Naro e papa Pio IX il 16 febbraio 1866 elevò la pia unione al grado di primaria, concedendo al parroco di Sant'Agnese la facoltà di aggregare tutte le associazioni sorte sul modello di quella dell'abate Passeri; con decreto del 4 febbraio 1870, lo stesso pontefice trasferì tale facoltà all'abate generale dei canonici regolari lateranensi, residente in San Pietro in Vincoli.
Il distintivo delle sodali era basato sulla "medaglia miracolosa" diffusa da Caterina Labouré: all'immagine dell'Immacolata, fu aggiunta quella di sant'Agnese nell'atto di presentare alla Vergine alcune giovani; lungo il bordo, l'iscrizione Mater, tuos oculos ad nos converte. L'insegna delle sodali professe era sostenuta da un nastro azzurro, verde per le aspiranti.
Dopo essere stata mortalmente ferita, mentre era ricoverata nell'ospedale di Nettuno, anche Maria Goretti fu iscritta alle Figlie di Maria.